# Kodambakkam
Kodambakkam est une banlieue résidentielle de la ville de Chennai en Inde, dans l'État de Tamil Nadu.
Elle est connue pour avoir une forte concentration de studios de cinéma, qui contribue à ce qui est identifié comme le cinéma de « Kollywood »,,.